# Xanthorhoe abstersata
Xanthorhoe abstersata là một loài bướm đêm trong họ Geometridae.